# (256795) Suzyzahn
(256795) Suzyzahn est un astéroïde de la ceinture principale.

## Description
(256795) Suzyzahn est un astéroïde de la ceinture principale. Il fut découvert le 7 février 2008 à l'observatoire de Saint-Sulpice par Bernard Christophe. Il présente une orbite caractérisée par un demi-grand axe de 2,79 UA, une excentricité de 0,09 et une inclinaison de 0,4° par rapport à l'écliptique.

## Compléments